# 鸚哥魚亞科
鸚哥魚亞科（學名：Scarinae）或者傳統上的鸚哥魚科（Scaridae），現為隆頭魚目隆頭魚科的一亞科，分布于全球热带和亚热带的浅海珊瑚礁或海藻丛中。

## 特徵
鸚哥魚類最大特徵是具有鳥嘴狀的齒板及鮮豔的體色。魚體呈長橢圓形略側扁；吻成圓鈍形，具單一背鰭，約有9枚硬棘及10枚軟棘，另有一枚臀鰭和尾鰭及成對的胸鰭及腹鰭。魚鱗為圓鱗且甚大，側線鱗片順著背鰭下方延伸到背鰭底端，而後下降一鱗之位置，並保持於中央延續到尾柄基部。口小，不外突出也不可以伸縮，除了頰部外，頭部都無鱗片，齒板上下各2片，嘴角的齒板側邊有時有小而彎曲的分離犬齒一到數枚；喉部具咽頭齒，尾鰭形狀多變，從圓形到新月狀，並隨著體長增大而趨於雙凹形。體色為鸚哥魚種間區分上重要的特徵。大多數的鸚哥魚在成長過程中經歷雌變雄的性轉變，並伴隨體色變化，因此以往鸚哥魚在分類上往往具有許多不同學名的原因，大多數種類的長度達到30-50公分。

## 黏液

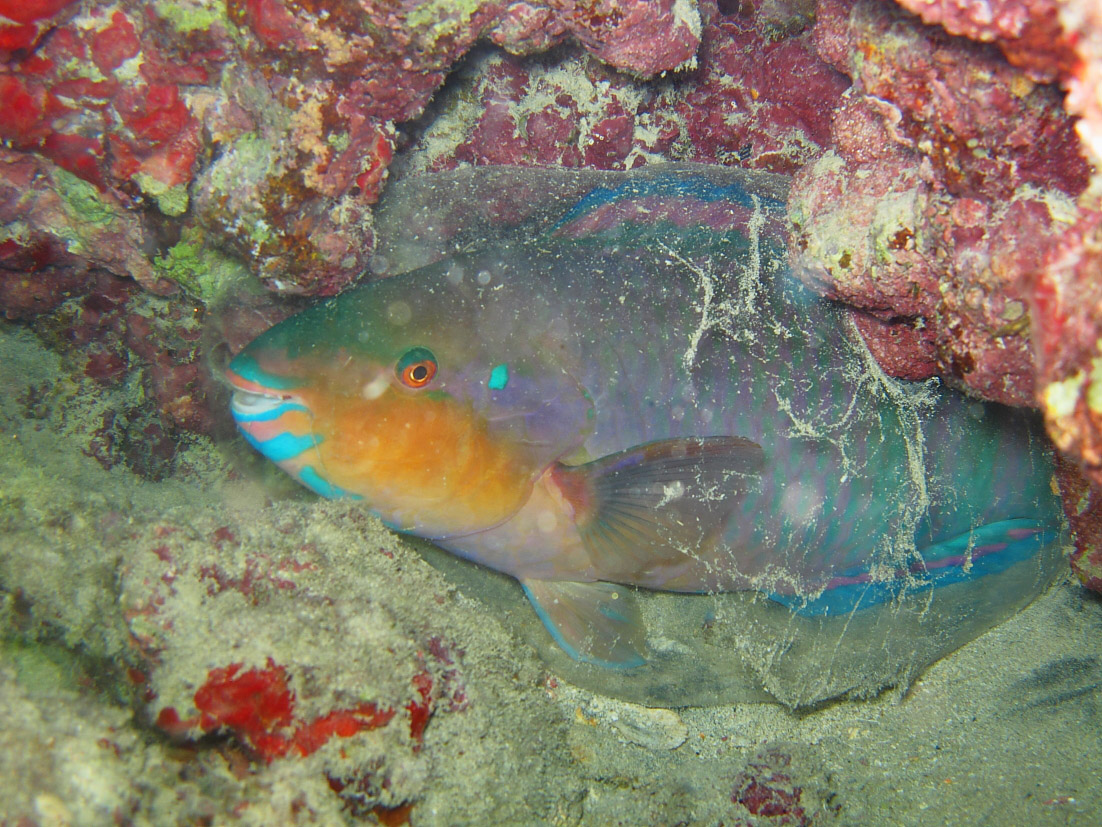
條紋鸚嘴魚 在牠的粘液繭

一些鸚嘴魚物種，會分泌大便，尤其是在夜間。在入睡之前，有些物種會從嘴裡擠出黏液，形成一個包裹著魚的保護繭，可能是為了隱藏其氣味，防止潛在的掠食者發現。這種黏液包膜還可以充當早期預警系統，當鸚嘴魚檢測到海鰻等捕食者擾亂膜時，它可以逃跑。皮膚本身覆蓋著另一種黏液物質，這種物質可能具有抗氧化特性，有助於修復身體損傷或驅除寄生蟲，此外還可以提供紫外線保護。

## 分類
鸚哥魚科傳統上是鱸形目隆頭魚亞目下的一科，但由於并系群問題，隆頭魚目獨立為一目，而舊有的隆頭魚科必須包含鸚哥魚科及岩鱚科才能組成單系群，因而將三科合併為一科。
本亞科其下分10個屬，如下：

### 大鸚嘴魚屬Bolbometopon
- 隆頭鸚哥魚 Bolbometopon muricatum：又稱駝峰大鸚嘴魚。

### 絢鸚嘴魚屬Calotomus
- 星眼絢鸚嘴魚 Calotomus carolinus：又稱卡羅鸚鯉。
- 日本絢鸚嘴魚 Calotomus japonicus：又稱日本鸚鯉。
- 凹尾絢鸚嘴魚 Calotomus spinidens：又稱台灣鸚鯉。
- 綠絢鸚嘴魚 Calotomus viridescens
- 帶絢鸚嘴魚 Calotomus zonarchus

### 鯨鸚嘴魚屬Cetoscarus
- 雙色鯨鸚哥魚 Cetoscarus bicolor：又稱青鸚哥魚、紅點綠鸚嘴魚。
- 紫頭鯨鸚哥魚 Cetoscarus ocellatus

### 綠鸚嘴魚屬Chlorurus
- 肯尼亞綠鸚嘴魚 Chlorurus atrilunula：又稱藍月鸚嘴魚。
- 白氏綠鸚嘴魚 Chlorurus bleekeri：又稱白氏鸚嘴魚。
- 鮑氏綠鸚嘴魚 Chlorurus bowersi：又稱鮑氏鸚哥魚。
- 擬綠鸚嘴魚 Chlorurus capistratoides
- 青綠鸚嘴魚 Chlorurus cyanescens：又稱駝頸鸚嘴魚。
- 九棘綠鸚嘴魚 Chlorurus enneacanthus：又稱九棘鸚嘴魚。
- 高額綠鸚嘴魚 Chlorurus frontalis：又稱凹尾鸚哥魚。
- 頦紋綠鸚嘴魚 Chlorurus genazonatus
- 駝背綠鸚嘴魚 Chlorurus gibbus
- 日本綠鸚嘴魚 Chlorurus japanensis：又稱日本鸚哥魚。
- 小鼻綠鸚嘴魚 Chlorurus microrhinos：又稱小鼻鸚哥魚。
- 疣鸚哥魚 Chlorurus oedema：又稱瘤綠鸚嘴魚。
- 壯綠鸚嘴魚 Chlorurus perspicillatus：又稱壯鸚嘴魚。
- 破尾綠鸚嘴魚 Chlorurus rhakoura
- 白斑鸚哥魚 Chlorurus sordidus：又稱污色綠鸚嘴魚、灰鸚嘴魚。
- 圓頭綠鸚嘴魚 Chlorurus strongylocephalus
- 屈氏綠鸚嘴魚 Chlorurus troschelii：又稱屈氏鸚嘴魚。

### 隱鸚嘴魚屬Cryptotomus
- 藍唇隱鸚嘴魚 Cryptotomus roseus

### 馬鸚嘴魚屬Hipposcarus
- 長吻馬鸚嘴魚 Hipposcarus harid
- 長頭馬鸚嘴魚 Hipposcarus longiceps：又稱長吻鸚哥魚。

### 纖鸚嘴魚屬Leptoscarus
- 纖鸚嘴魚 Leptoscarus vaigiensis：又稱纖鸚鯉、藍斑纖鸚嘴魚。

### 尼氏鸚嘴魚屬Nicholsina
- 小齒尼氏鸚嘴魚 Nicholsina denticulata
- 科利尼氏鸚嘴魚 Nicholsina usta collettei
- 尤斯尼氏鸚嘴魚 Nicholsina usta usta

### 鸚嘴魚屬Scarus
- 高翅鸚嘴魚 Scarus altipinnis
- 阿拉伯鸚嘴魚 Scarus arabicus
- 尾紋鸚嘴魚 Scarus caudofasciatus
- 藍臀鸚嘴魚 Scarus chameleon：又稱藍臀鸚哥魚。
- 中華鸚嘴魚 Scarus chinensis
- 紫鸚嘴魚 Scarus coelestinus
- 藍鸚嘴魚 Scarus coeruleus
- 紅海鸚嘴魚 Scarus collana
- 窄體鸚嘴魚 Scarus compressus
- 弧帶鸚嘴魚 Scarus dimidiatus：又稱新月鸚哥魚。
- 腹紋鸚嘴魚 Scarus dubius
- 鐮鰭鸚嘴魚 Scarus falcipinnis
- 鏽色鸚嘴魚 Scarus ferrugineus
- 新月鸚嘴魚 Scarus festivus：又稱橫紋鸚哥魚、雜色鸚嘴魚。
- 黃鰭鸚嘴魚 Scarus flavipectoralis
- 綠唇鸚嘴魚 Scarus forsteni：又稱福氏鸚哥魚。
- 網紋鸚嘴魚 Scarus frenatus：又稱黃鸚哥魚。
- 灰尾鸚嘴魚 Scarus fuscocaudalis：又稱灰尾鸚哥魚。
- 紫褐鸚嘴魚 Scarus fuscopurpureus
- 青點鸚嘴魚 Scarus ghobban：又稱藍點鸚哥魚、杜氏鸚嘴魚、點鸚嘴魚。
- 黑斑鸚嘴魚 Scarus globiceps：又稱蟲紋鸚哥魚。
- 薄鸚嘴魚 Scarus gracilis
- 虹彩鸚嘴魚 Scarus guacamaia
- 霍氏鸚嘴魚 Scarus hoefleri
- 高鰭鸚嘴魚 Scarus hypselopterus：又稱爪哇鸚哥魚。
- 伊氏鸚嘴魚 Scarus iserti
- 珊瑚鸚嘴魚 Scarus koputea
- 長翅鸚嘴魚 Scarus longipinnis
- 斑鰭鸚嘴魚 Scarus maculipinna
- 黑鸚嘴魚 Scarus niger：又稱頸斑鸚哥魚。
- 小笠原鸚嘴魚 Scarus obishime
- 黃鞍鸚嘴魚 Scarus oviceps：又稱姬鸚哥魚。
- 突額鸚嘴魚 Scarus ovifrons：又稱卵頭鸚哥魚。
- 珀利鸚嘴魚 Scarus perrico
- 桃鸚嘴魚 Scarus persicus
- 新加坡鸚嘴魚 Scarus prasiognathos：又稱綠頜鸚哥魚。
- 五帶鸚嘴魚 Scarus psittacus：又稱棕吻鸚哥魚、帶尾鸚嘴魚。
- 瓜氏鸚嘴魚 Scarus quoyi：又稱瓜氏鸚哥魚。
- 截尾鸚嘴魚 Scarus rivulatus：又稱雜紋鸚哥魚。
- 鈍頭鸚嘴魚 Scarus rubroviolaceus：又稱紅紫鸚哥魚、鈍頭擬鸚嘴魚。
- 勒氏鸚嘴魚 Scarus russelii
- 橫帶鸚嘴魚 Scarus scaber
- 許氏鸚嘴魚 Scarus schlegeli：又稱史氏鸚哥魚。
- 刺鸚嘴魚 Scarus spinus：又稱刺鸚哥魚。
- 帶鰭鸚嘴魚 Scarus taeniopterus
- 三色鸚嘴魚 Scarus tricolor
- 三棘鸚嘴魚 Scarus trispinosus
- 皇后鸚嘴魚 Scarus vetula
- 綠圓頭鸚嘴魚 Scarus viridifucatus
- 黃肋鸚嘴魚 Scarus xanthopleura：又稱黃肋鸚哥魚。
- 條紋鸚嘴魚 Scarus zelindae
- 佐法爾鸚嘴魚 Scarus zufar

### 鸚鯛屬Sparisoma
- 大鸚鯛 Sparisoma amplum
- 蓋斑鸚鯛 Sparisoma atomarium
- 金鸚鯛 Sparisoma aurofrenatum
- 腋鸚鯛 Sparisoma axillare
- 西非鸚鯛 Sparisoma choati
- 紅尾鸚鯛 Sparisoma chrysopterum：又稱紅鸚鯛、黃鸚鯛。
- 異齒鸚鯛 Sparisoma cretense：又稱肩斑真鸚嘴魚。
- 綠色鸚鯛 Sparisoma frondosum
- 灰紅鸚鯛 Sparisoma griseorubrum
- 發光鸚鯛 Sparisoma radians
- 千里達鸚鯛 Sparisoma rocha
- 紅鰭鸚鯛 Sparisoma rubripinne
- 梟鸚鯛 Sparisoma strigatum
- 巴伊亞鸚鯛 Sparisoma tuiupiranga
- 綠鸚鯛 Sparisoma viride

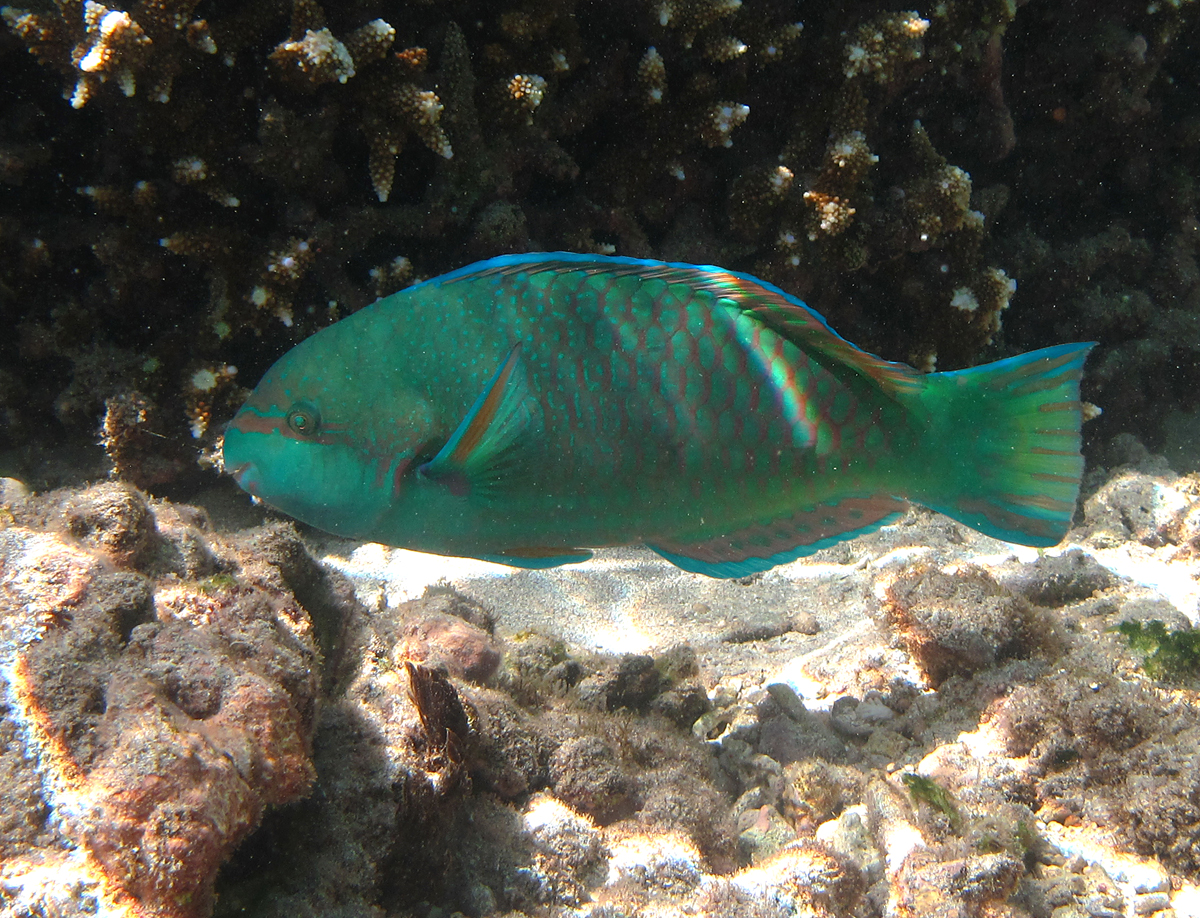
黑斑鸚嘴魚 (male)
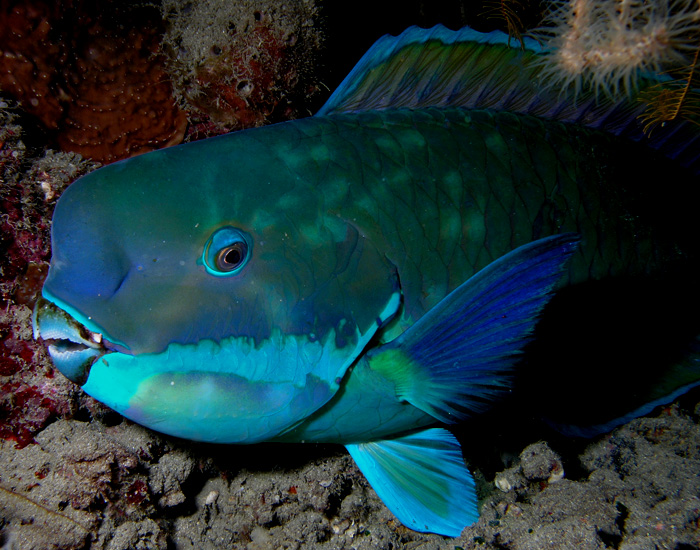
小鼻綠鸚嘴魚
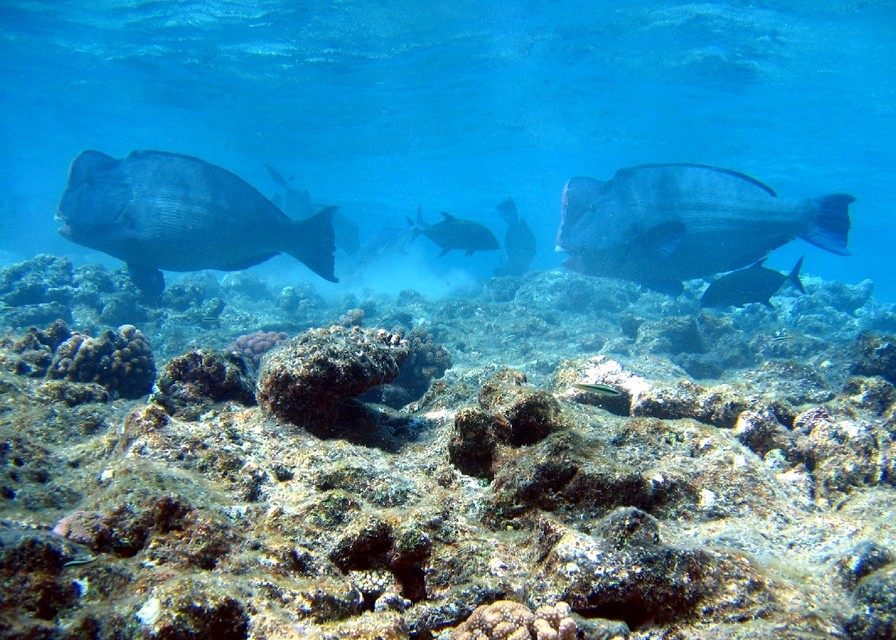
隆頭鸚哥魚
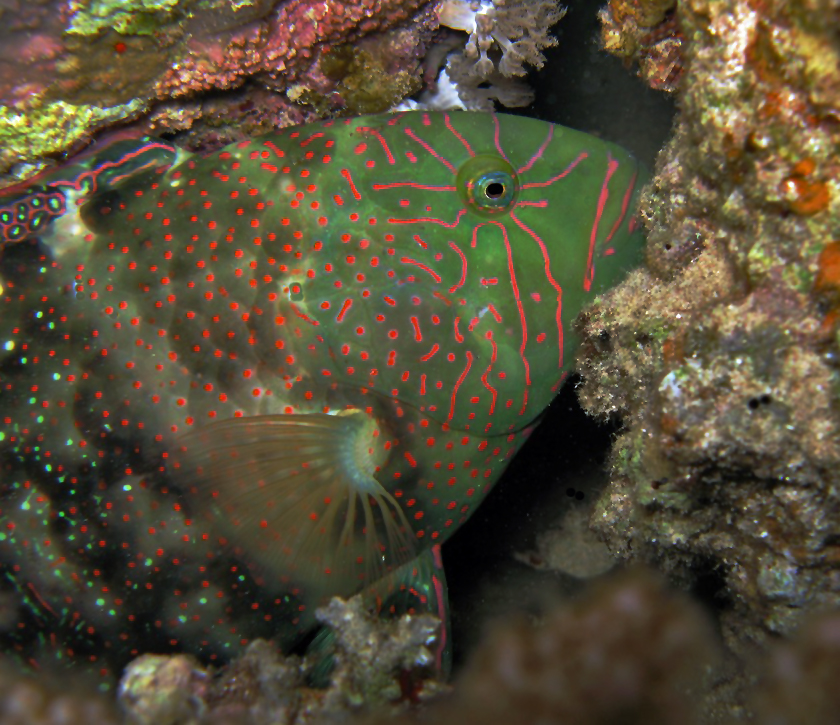
綠絢鸚嘴魚
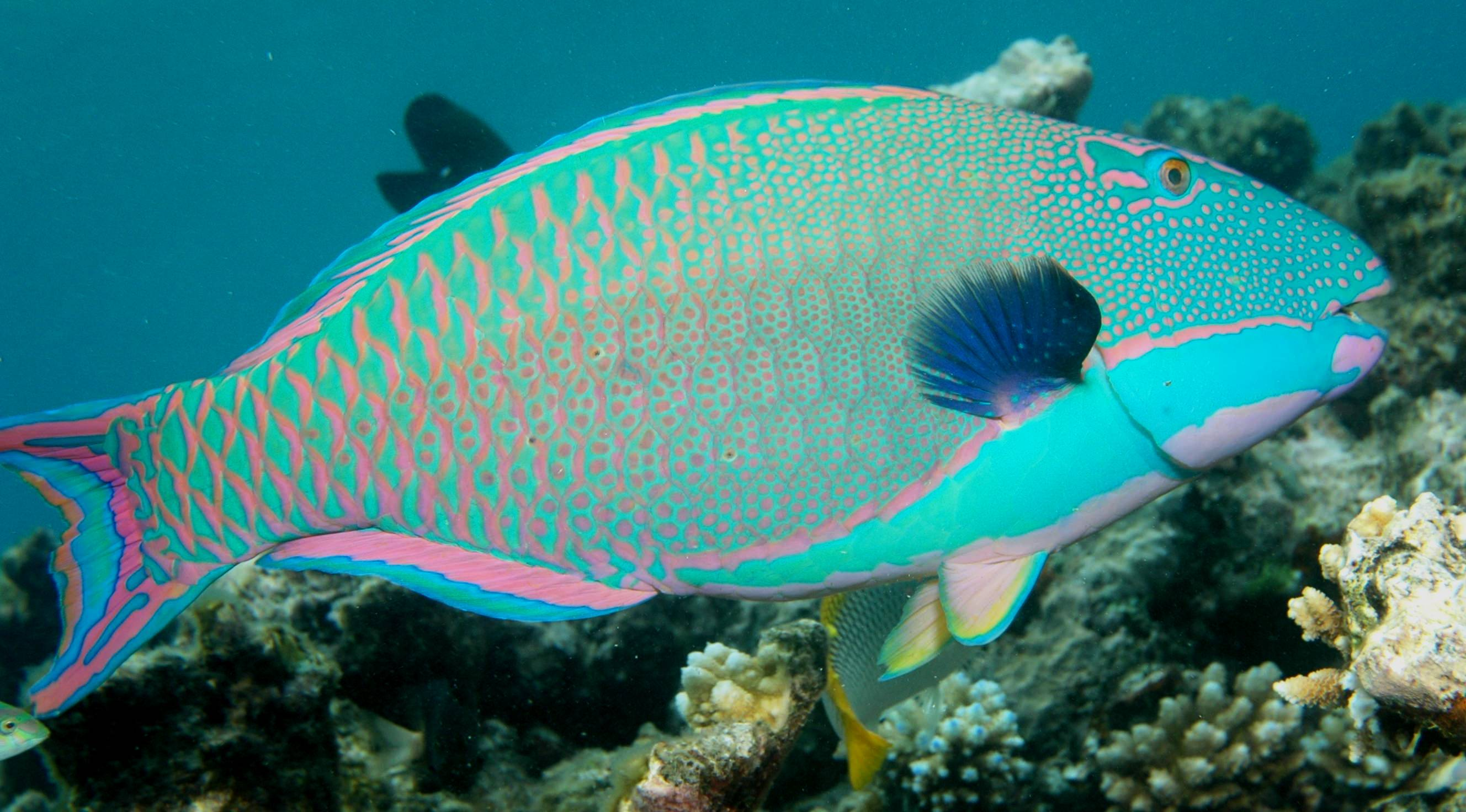
斑點鯨鸚嘴魚
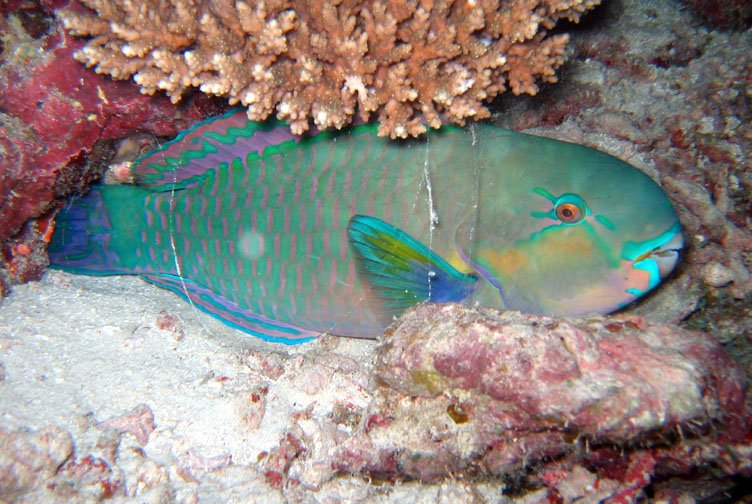
白斑鸚哥魚
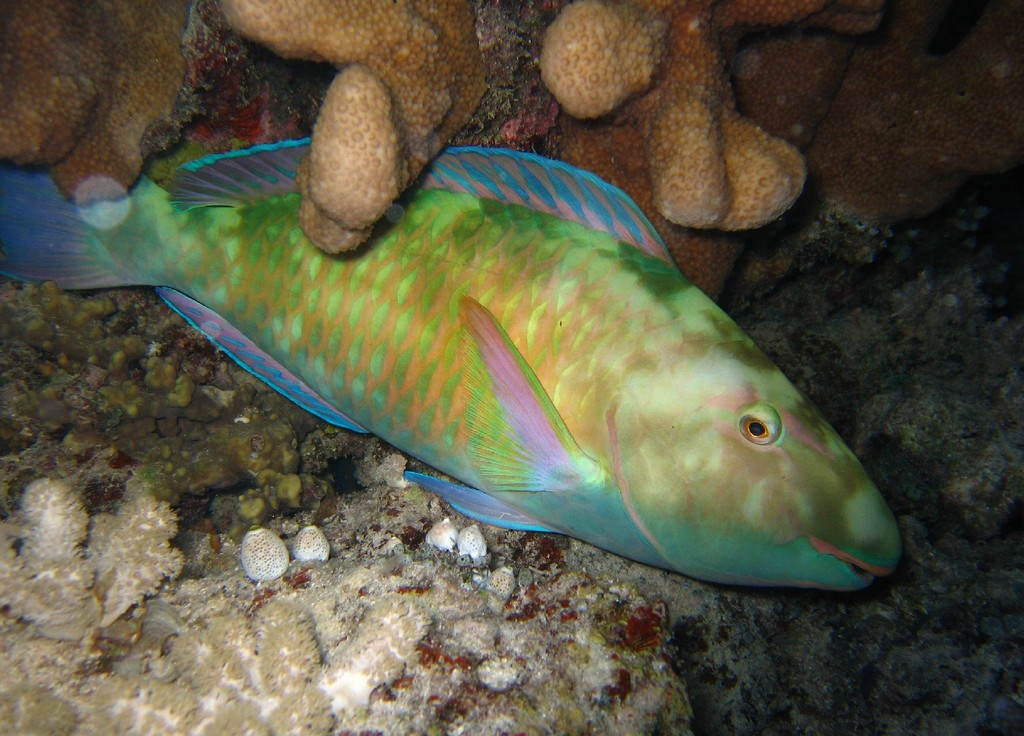
長頭馬鸚嘴魚
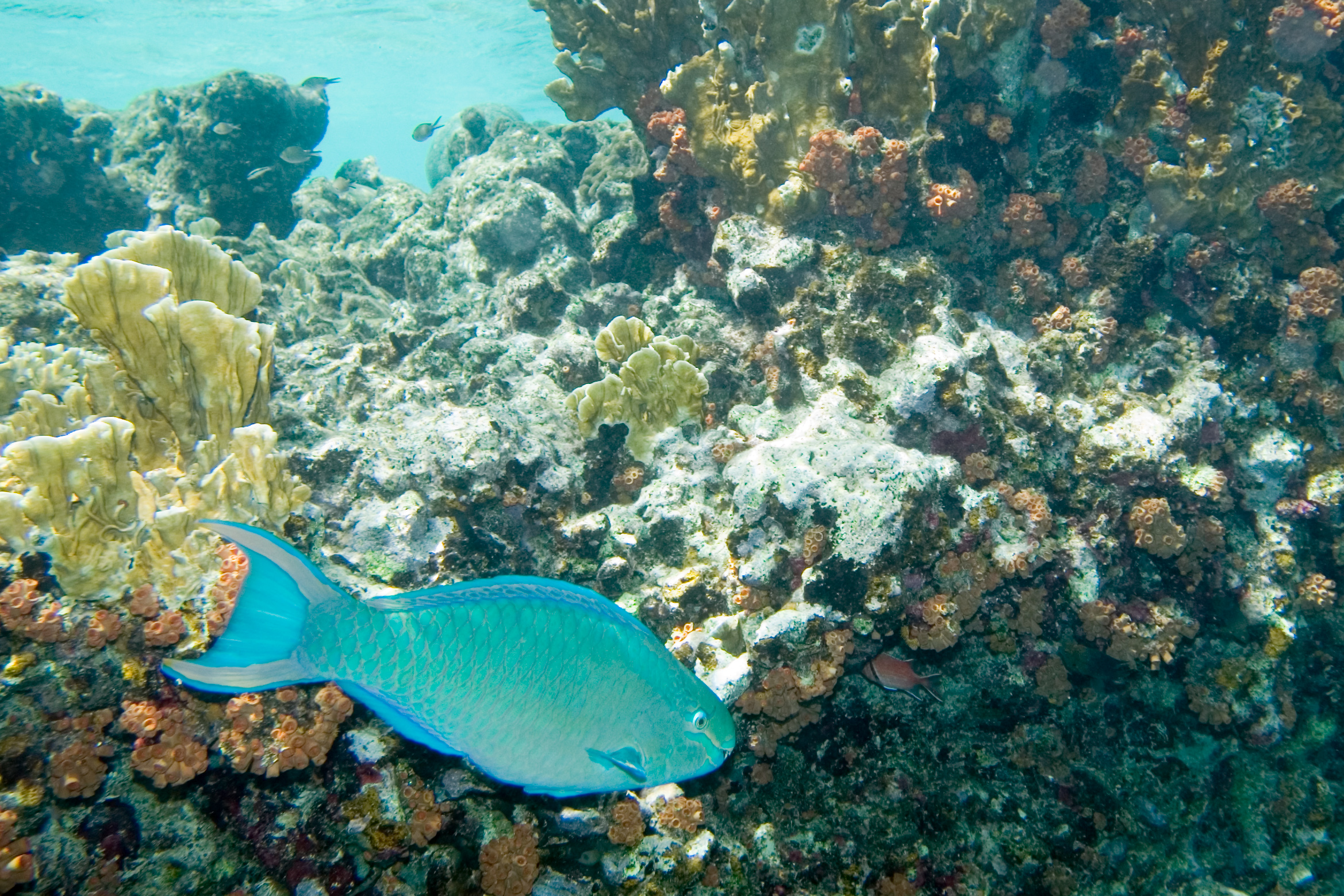
皇后鸚嘴魚
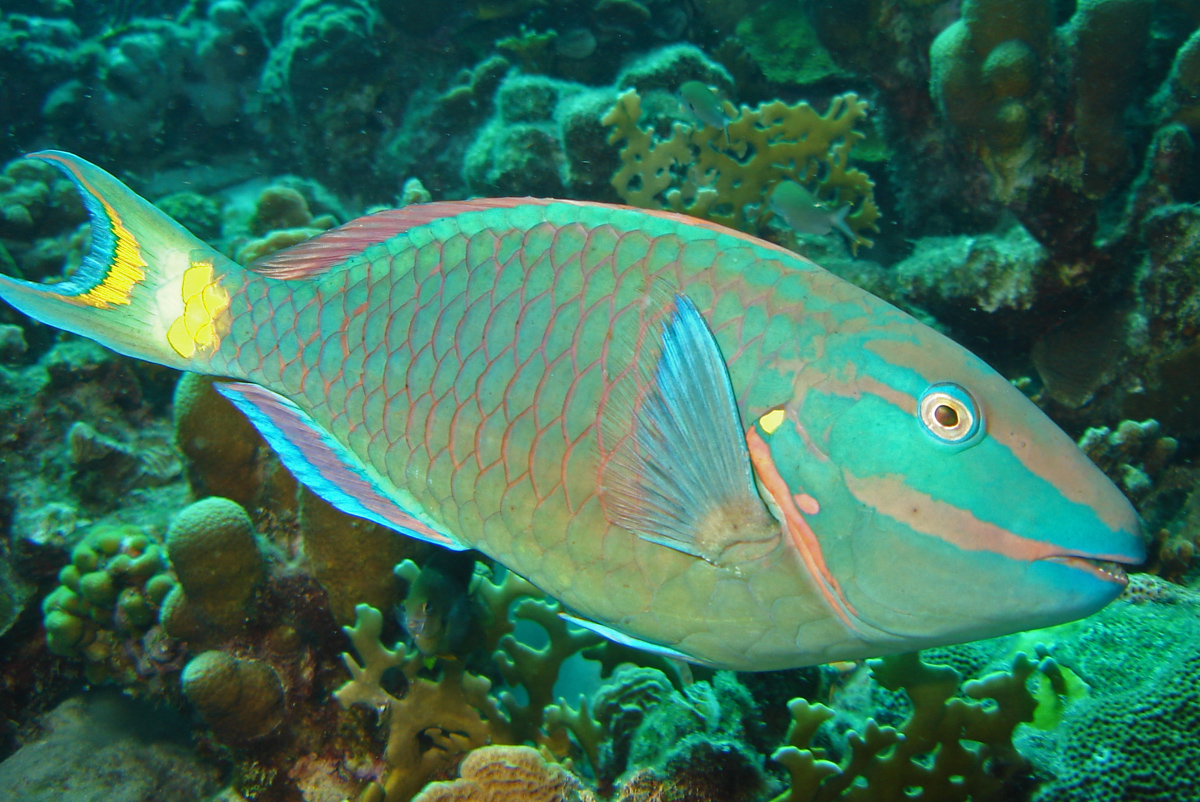
綠鸚鯛
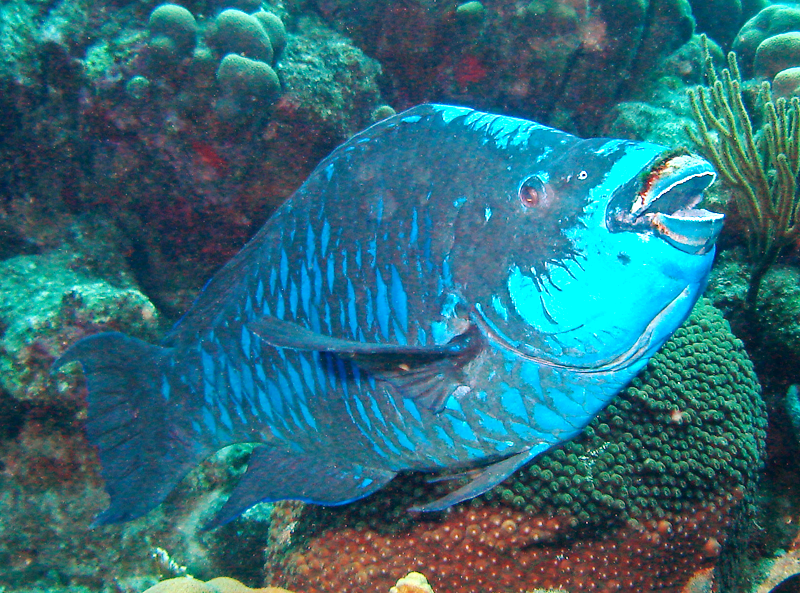
紫鸚嘴魚（Scarus coelestinus）
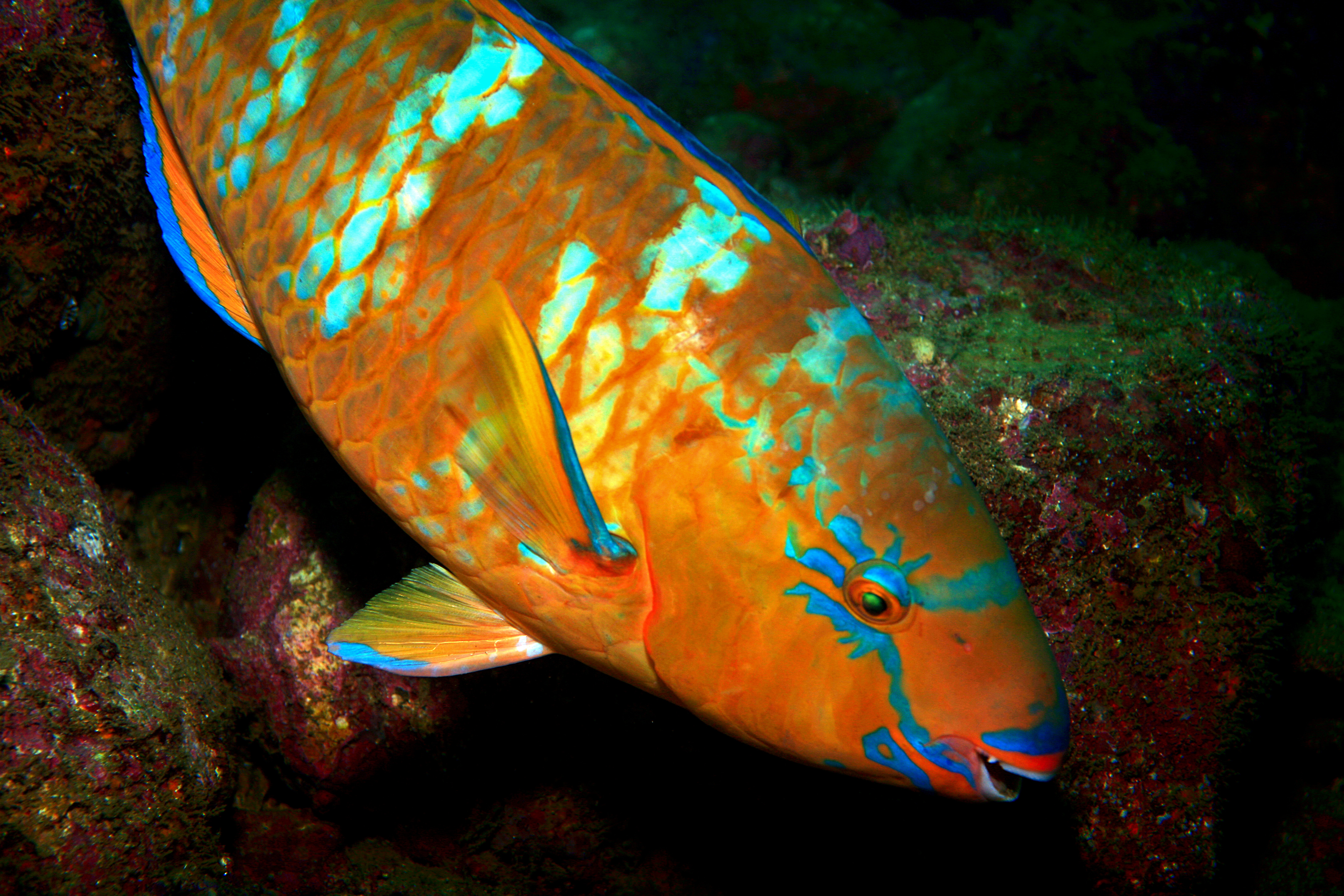
青點鸚嘴魚（雌魚）( Scarus ghobban)
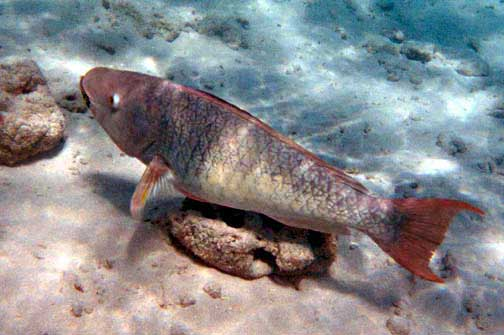
鈍頭鸚嘴魚（雌魚） (Scarus rubroviolaceus)
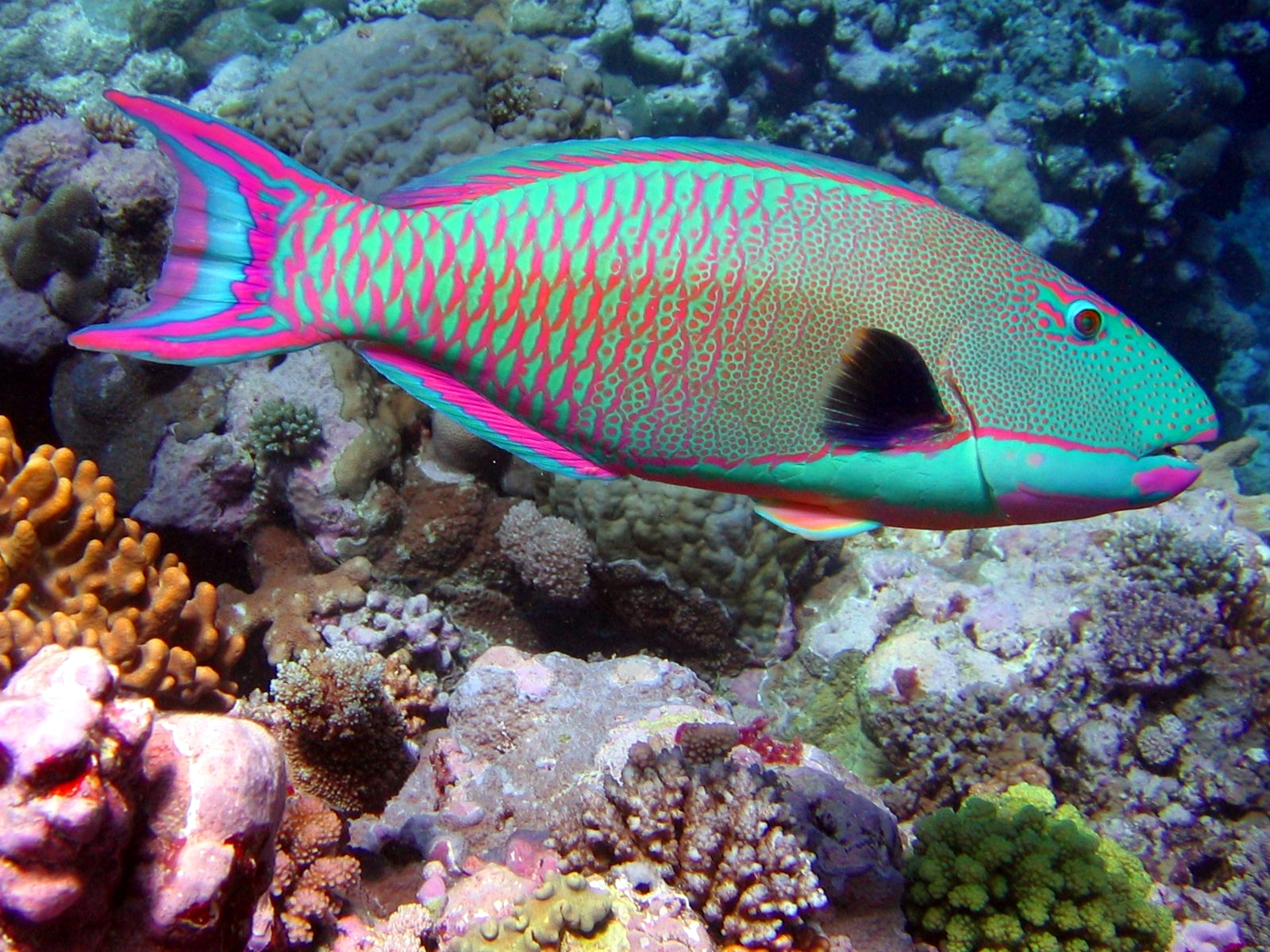
青鯨鸚嘴魚（雄魚） (Cetoscarus bicolor)
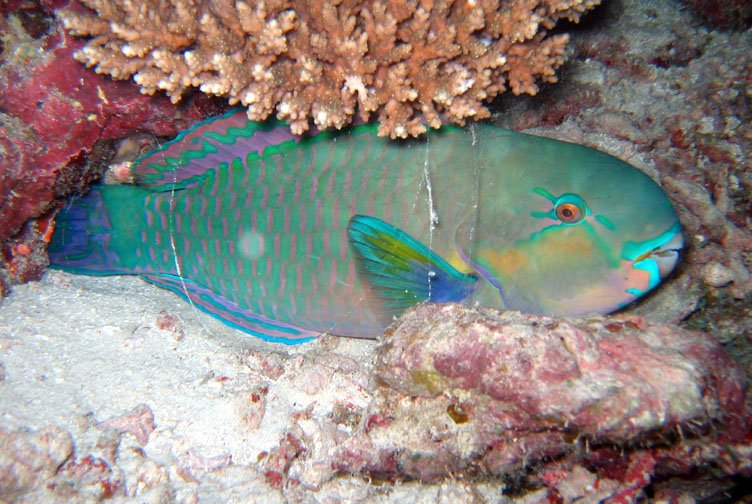
白斑鸚哥魚（雄魚）( Chlorurus sordidus)
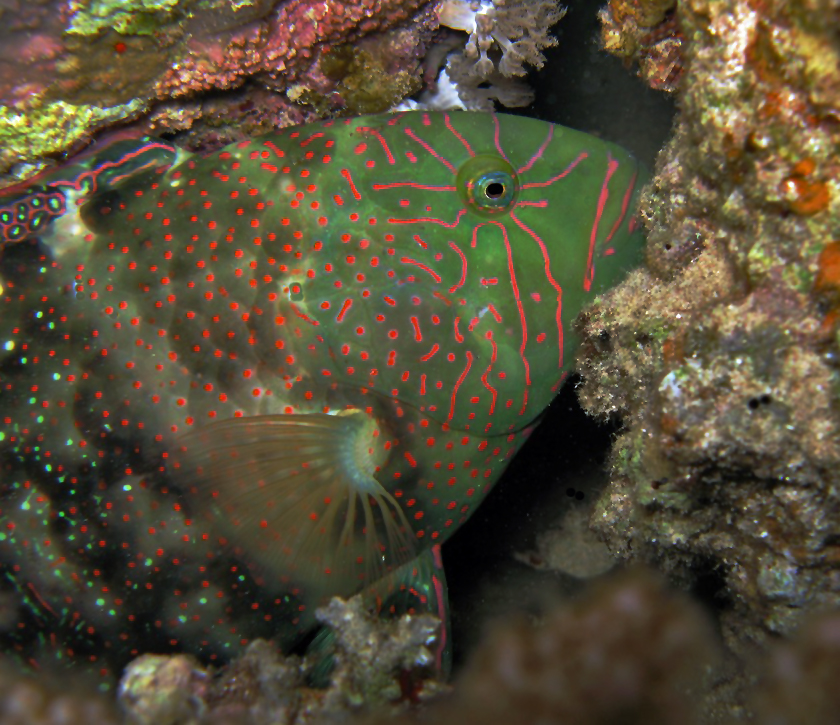
綠絢鸚嘴魚（Calotomus viridescens）
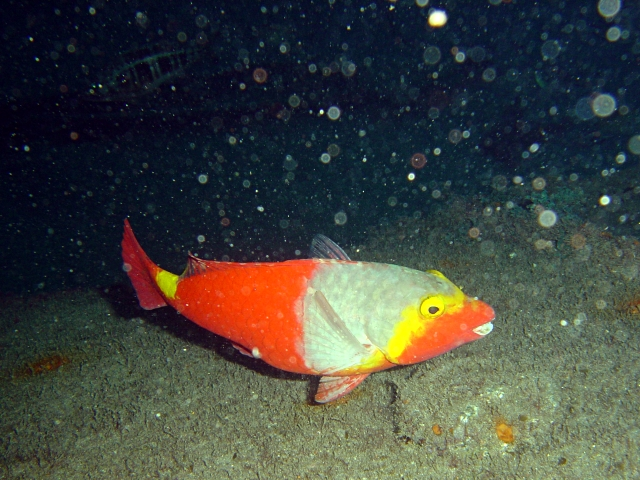
異齒鸚鯛(Sparisoma cretense)

## 生態

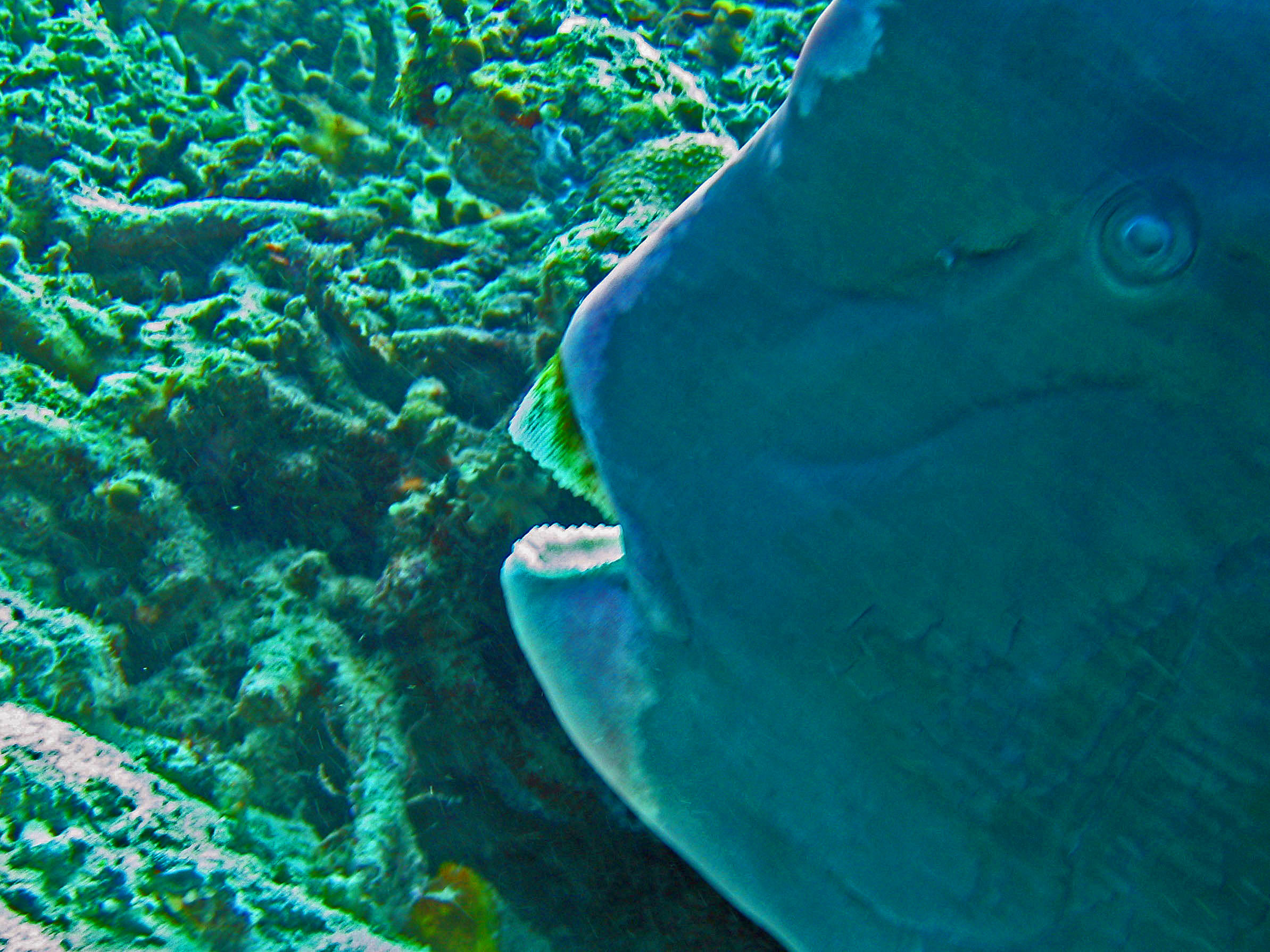
隆頭鸚哥魚啃食珊瑚礁

鸚哥魚主要生活在水深5至30公尺的熱帶淺海的珊瑚礁區，利用堅硬的鳥嘴狀齒板及特殊的咽頭齒啃食珊瑚，以珊瑚礁中的共生藻及長於珊瑚上膜狀的藻類為食，可以防止珊瑚礁結構的藻類過度生長。無論它們以珊瑚、岩石或海草為食，基質都是在咽頭齒來磨碎，當它們消化岩石中的可食用部分後，它們將其以沙子的形式排出體外，幫助形成小島嶼和沙灘，就生態平衡觀點，鸚哥魚啃食珊瑚是一種自然食物鏈而非對環境的破壞。

## 經濟利用
為中大型食用魚類，食用時因肉質較糜爛以鹽醃製1至2小時再煎或以溫火燒烤。有些種類幼魚因體色鮮艷可做為觀賞魚。一項新的研究發現，鸚嘴魚對大堡礁的健康極為重要。它是數千種珊瑚礁魚類中唯一定期執行刮擦和清潔近海珊瑚礁任務的魚類。